# Bakó Béla (pedagógus)
Bakó Béla (Aranyosgyéres, 1913. augusztus 16. – Kolozsvár, 1990. április 12.) pedagógus, pedagógiai szakíró.

## Életútja
Középiskolai tanulmányait Nagyenyeden, a tanárképző főiskolát Szegeden, az egyetemet Kolozsvárt végezte. 1945-től főtanfelügyelő, 1946–49-ben a Népnevelés című folyóirat szerkesztője, 1949-től egyetemi adjunktus, 1951-től egyetemi előadótanár Kolozsvárt. Mint a kolozsvári Pedagógiai Továbbképző Intézet pedagógia-defektológia tanszékének vezetője (1954–73) a hazai magyar tantestület széles tömegeit irányította szakmunkájuk elmélyítésében.
Iskolapolitikai, neveléstudományi, didaktikai és neveléstörténeti tanulmányait a Tanügyi Újság, Korunk, A Hét, a Babeș–Bolyai Tudományegyetem Studia-sorozata és a Revista de Pedagogie közölte. A neveléstudomány kérdései című kötet (1957), valamint a hazai magyar iskolákban 1957 óta használatos ábécéskönyvek társszerzője. Comenius sárospataki működéséről román nyelvű közleményei jelentek meg; oktatástörténeti cikkeiben a Pestalozzi-iskola Teleki Blankára gyakorolt hatását elemezte (A Hét, 1977/3).